# Мэвл
Мэвл (настоящее имя — Владисла́в Станисла́вович Самохва́лов) (род. 25 апреля 1997, Гомель) — белорусский музыкант.

## Биография
Родился 25 апреля 1997 года в Гомеле, Беларусь. Родители — Станислав Самохвалов и Елена Самохвалова (род. 1974), работала медсестрой в роддоме г. Гомеля.
В школьные годы увлекался футболом, занимался им до 15 лет. После окончания средней школы решил не поступать в ВУЗ, посвятил себя музыке.
Некоторое время увлекался рок-музыкой, в 16 лет стал вокалистом метал-группы «Reniwal», но через полгода группа распалась.
В 17 лет поступил в колледж в Минске на автокрановщика-стропальщика, но диплом так и не забрал.
После колледжа полгода проработал в сетевом маркетинге.

## Творчество
Первым известным треком исполнителя стал «Апельсиновый фреш», выпущенный 19 декабря 2018 года, песня набрала несколько сотен тысяч просмотров на YouTube.
В 2019 году Мэвл заключил контракт с творческим объединением «Legacy Music», которое занимается продвижением музыкантов Ramil’, 10AGE (до 2022), Kambulat и др.
Наиболее высокие позиции в чартах среди его песен занимали «Холодок», «Патамушка», «Попытка номер 5» и «Да пошло всё».
В 2019 году написал трек «Поздно говорить» и выложил его к себе в Instagram. За месяц песня набрала 1,5 миллиона просмотров.
Лауреат белорусской «Молодёжной премии 2019» в категории «Прорыв года».
В феврале 2020 года он выпустил свой дебютный альбом «Всем привет!». Музыкальный критик Алексей Мажаев оценил альбом на 5,5 баллов из 10:

Ёрническая «Патамушка» оказалась вовсе не ёрнической — по крайней мере Мэвл такую идею в неё не вкладывал. Все остальные композиции альбома «Всем привет!» выдержаны в том же духе. Очевидно, артист полагает, что успех будет сопутствовать максимально примитивным ритмам, простейшим запоминающимся рефренам, исполненным как можно более неприятным голосом. А уж если сдобрить всё это псевдофолковыми приёмами, то зритель окончательно не сможет устоять. Можно провести аналогию с успехом песни «Чё те надо» с поправкой на двадцать с лишним лет, то есть Мэвл — это как бы «Балаган Лимитед» от рэп-культуры.— InterMedia
В марте 2020 года принял участие в одном из выпусков популярного белорусского шоу «Макаёнка, 9».

## Дискография

### Альбомы
- «Всем привет!» (2020)

### Синглы
- «Апельсиновый фреш» (2018)
- «Улетаем» (2019)
- «Молодость» (2019)
- «Поздно говорить» (2019)
- «Время» (2019)
- «Магнитола» (2019)
- «Украду» (2019)
- «Белорусочка» (2019)
- «Останься» (2019)
- «Холодок» (2019)
- «Патамушка» (2019)
- «Мне пора» (2020)[12]
- «Да пошло всё» (2020)[13]
- «Ночная бабочка» (2020)
- «Директ» (2020)
- «Целовашка» (2020)
- «Не бойся» (2021)
- «Малолетки» (2021)
- «Свободен» (2021)
- «Лёд» (2021)
- «Любовь, сигареты» (2022)
- «Скажи в лицо» (2023)

### Ремикс-версии
- «Холодок» (DJ Noiz Remix) (2020)
- «Да пошло всё» (zheez remix) (2020)

### Кавер-версии
- «Попытка номер 5» (ВИА Гра cover) (2020)
- «Siren Song» (Maruv cover) (2020)[14]